# バカ (インド神話)

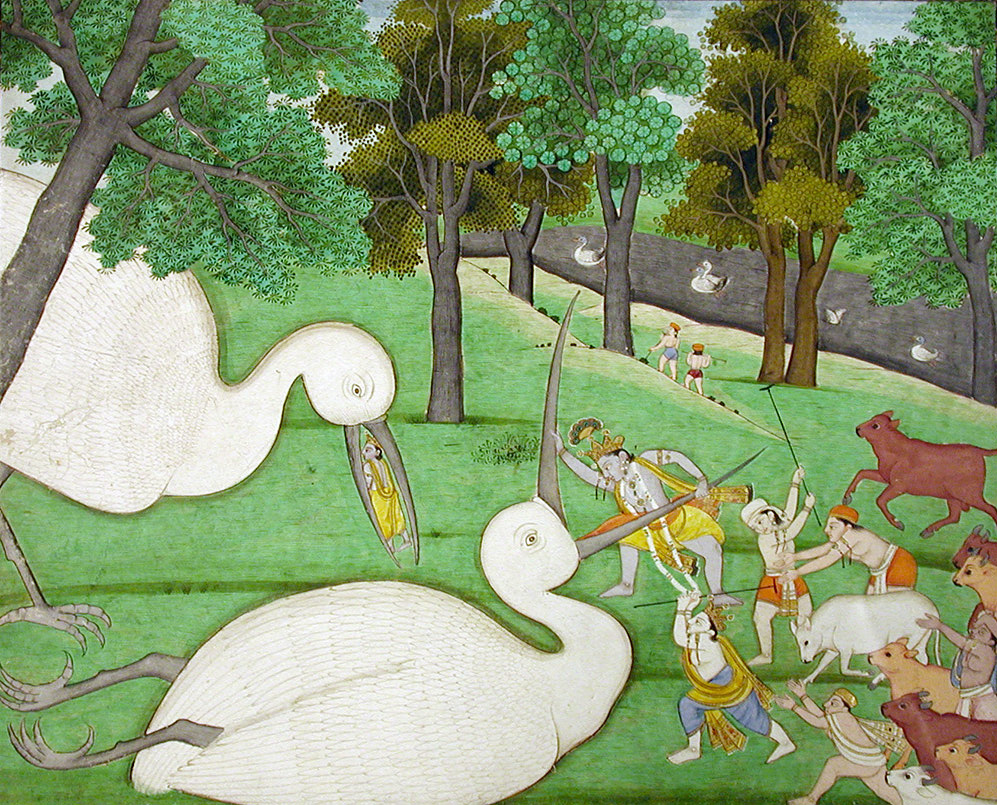
バカと戦うクリシュナ。

バカ（梵: बक, Baka）あるいはバカースラ（梵: बकासुर, Bakāsura）は、インド神話に登場する悪魔である。主にビーマと戦ったラークシャサ、クリシュナと戦ったアスラの2人が知られている。以下に説明する。

## ラークシャサ
叙事詩『マハーバーラタ』に登場するラークシャサで、キルミーラ、アラーユダと兄弟。現在はバングラデシュに位置するエーカチャクラー国の支配者で、国土を外敵やブータ（鬼霊）などから守っていた。しかし、その見返りとして人々に荷車1台分の穀物と、1頭の水牛と、それらを運ぶ1人の人身御供を定期的に要求した。
パーンダヴァとクンティーがカウラヴァの罠から逃れ、エーカチャクラーのとあるバラモンのもとに隠れ住んでいたとき、たまたまバラモンに人身御供の順番が回ってきて、家族ともども嘆いていた。理由を知ったクンティーは、ビーマに命じて彼らを助けるように言った。そこでビーマは身代わりとして食料を運び、バカの名を叫びながらそれを食らった。現れたバカはビーマの行状を見て怒り、攻撃したが、ビーマは意に介さずに食べ続けた。そして食べ終わった後、格闘の末にバカを殺した。ビーマはバカの残された家族に、二度と人間を殺さないように約束させた。こうしてエーカチャクラーのラークシャサは人間に親しい存在になったという。

## アスラ
クリシュナ伝説に登場するアスラ。『バーガヴァタ・プラーナ』によるとマトゥラーの悪王カンサに仕えた悪魔の1人で、巨大なバカと呼ばれる鳥（アオサギの一種）の姿をしていた。
あるとき、幼いクリシュナと牛飼の子供たちが水辺にやって来ると、巨大なバカの姿に変身したアスラと遭遇した。バカは子供たちに近づいてくると、クリシュナをくちばしでくわえて呑み込んだ。しかしバカは喉を焼かれたため、すぐにクリシュナを吐き出した。怒ったバカは突進し、くちばしで串刺しにしようとしたが、クリシュナはくちばしをつかんで2つに引き裂いた。